# Tanya Grotter
A Tanya Grotter (oroszul Таня Гроттер) fantasztikus ifjúsági regény-sorozat, amely 2002-ben indult el, szerzője Dmitrij Jemec fiatal orosz író. Oroszországi szakvélemények is egyértelműen állítják, hogy a sorozat a Harry Potter plágiuma, más orosz és külföldi vélemények szerint annak ellenére, hogy a Tanya Grotter főként átirata a Harry Potternek, komoly műalkotás, mivel kritizálni akarja a Harry Potter hagyomány-romboló hatását.[forrás?]

Tanjagrotter-logo

## A történet
Tanya (Tatyana) Grotter tizenegy éves lány, aki távoli rokonánál, Durnyevnél nő föl, majd a Tyibidox varázslóiskolában tanul és meg kell küzdenie egy titokzatos ellenséggel, akinek nevét senki nem meri kimondani.
A Harry Pottertől eltérően nem hét, hanem eddig tizenhárom kötetes a sorozat:
1. Tanya Grotter és a mágikus nagybőgő (Таня Гроттер и магический контрабас)
2. Tanya Grotter és az el-eltűnő emelet (Таня Гроттер и Исчезающий Этаж)
3. Tanya Grotter és az arany pióca (Таня Гроттер и Золотая Пиявка)
4. Tanya Grotter és Drevnyir trónja (Таня Гроттер и трон Древнира)
5. Tanya Grotter és a világőrök jogara (Таня Гроттер и посох волхвов)
6. Tanya Grotter és Perun pörölye (Таня Гроттер и молот Перуна)
7. Tanya Grotter és a kentaur cipellője (Таня Гроттер и ботинки кентавра)
8. Tanya Grotter és Noé okuláréja (Таня Гроттер и пенсне Ноя)
9. Tanya Grotter és Posszeidon kútja (Таня Гроттер и колодец Посейдона)
10. Tanya Grotter és Afrodité hajfürtje (Таня Гроттер и локон Афродиты)
11. Tanya Grotter és a Gyöngy Gyűrű (Таня Гроттер и перстень с жемчужиной)
12. Tanya Grotter és a Halál mágusának átka (Таня Гроттер и проклятье некромага)
13. Tanya Grotter és a Bőbeszédű Szfinx (Таня Гроттер и болтливый сфинкс)

Az utolsó, 13. kötetet 2008. március 31-én jelentették meg. Jemec ezt követően készített két mellékelt folytatást is: a Таня Гроттер и полный Тибидохс!-t, valamint a Világ és Tanya Grotter-t (Миры Тани Гроттер). A Grotter-sorozat után egy másik könyv-szériát is elindított  Metódiusz Buszlajev címen, melynek hőse a Grotter-sorozat egyik szereplője lett.

## A könyv fogadtatása
A könyv nagy sikert ért el Oroszországban. Vélemények szerint ennek abban is lehet szerepe, hogy sokkal olcsóbban árusították, mint a Harry Potter-köteteket, s mivel lényegében csak átírja más környezetbe, más szereplőkkel a Harry Pottert, ezért az olvasók is ugyanazt kapják vissza, azonkívül pedig, hogy kevesebbe kerül, inkább ezt olvassák.
Egy orosz filmvállalat meg akarta filmesíteni a történetet, de ekkor már értesült J. K. Rowling az esetről, s amikor kijött a Tanya Grotter második kötete, az írónő, valamint a Harry Potter filmesítési jogával rendelkező Warner Brothers perrel fenyegette meg a Grotter orosz kiadóját.
A Harry Potter orosz kiadója összevetette a Tanya Grottert a Harry Potterrel és megállapította, hogy a Harry Potter plágiuma csupán. A mű cselekménye, a szereplő jelleme és az egész háttér megtévesztésig hasonlít Potterre. Többek között Grotter ellensége, Csuma-del-Tort neve is a Voldemortból lett kialakítva, ahogy a Grotter a Potterből. A kiadó a borítóhoz is teljesen hasonló mintát készített, mint a Bloomsbury, az eredeti Potter-sorozat kiadója.
A könyv kiadója, az Эксмо elutasította a plágium vádját és Jemec védelmére kelt, de az írónő pert kezdeményezett, melynek nyomán a könyv holland nyelvű kiadását meg kellett semmisítenie a kiadónak. Az Эксмо továbbra is megjelentette a Grotter-könyveket. A kiadó azzal érvelt, hogy Rowling és a Bloomsbury egyszerűen megijedt attól, hogy mennyire erős konkurenciája lett a Harry Potternek.
Oroszországban azonban továbbra is kapható a könyv, sikere vetekszik a Harry Potter sikerével. Azóta már videójáték is készült belőle.
Jemec, az alkotó szerint a műve nem plágium, hanem egyszerű átirat, kulturális versenytársa kíván lenni Rowlingnak, egyúttal szatírát akar megfogalmazni az „őrületté” váló Harry Potter-mániával szemben.[forrás?] Néhány formai sajátosságban van eltérés a Harry Potter és a Tanya Grotter között, hogy míg Harry seprűn, addig Tanya nagybőgőn repül. Az ő homlokán is fellelhető egy jel, ami azonban nem seb, hanem egy anyajegy.
Egyes kritikai hangok szerint Rowling sem tett mást a Harry Potterben, mivel ő is rengeteg különféle kultúra misztikáját felhasználta és egyetlen egésszé gyúrta, noha az egyes elemek között óriási, összeegyeztethetetlen különbségek vannak.

## További plágiumok és utánzatok
Tanya Grotter nem az egyetlen Harry Potter-utánzat a világon. Indiában két hasonló plágiumot is meg akartak jelentetni, amit Rowling ügyvédei megakadályoztak.
Kínában a Harry Potter ötödik részét akarta megírni egy ismeretlen író.
Magyarországon is felbukkant egy hamisítvány az utolsó hetedik részről, amely azonban csupán az interneten terjedt letölthető formátumban, sőt a szerzője is jelentkezett azóta.
Jemec hatása alatt belarusz nyelven jött létre a Porri Gatter című változat, amely hasonló Tanya Grotter-hez a Harry Potter-mániával szemben kritikát indít.

## Érdekességek
Magyarországon a Tanya Grotter nem kapható, de amikor a botrány kipattant, hatására Gálvölgyi János színész, parodista az RTL Klub tv-csatornán futó műsorában, a Gálvölgyi Show-ban elkészítette a Harry Potter paródiáját. Ebben egy Kara Jenő nevű magyar író jelenti be, hogy az egész Harry Potter-őrület merő plágium, mivel ő már évtizedekkel ezelőtt megírta a Henry Polter és a rakodópart alsó köve c. regényt, melyből filmet is csinálnak. A paródiában a filmrendező Chris Különbusz, amely a Harry Potter és a bölcsek kövét, valamint a Harry Potter és a titkok kamráját rendező Chris Columbus nevének átírása.